# Intro (Zeitschrift)
Intro war ein Magazin für Popkultur und Lifestyle mit Verlagssitz in Köln, das über Musik sowie über Film, Mode, Gesellschaft, Literatur und Videospiele berichtete. Die Chefredaktion war zuletzt mit Daniel Koch und Wolfgang Frömberg (stellvertretend) besetzt. Die letzte reguläre Ausgabe erschien im Mai 2018.
Das anfangs zweimonatlich, später monatlich und zuletzt zehnmal jährlich (mit Doppelausgaben für Dezember/Januar und Juli/August) erscheinende Magazin war mit einer verbreiteten Auflage von rund 100.000 Exemplaren das größte deutschsprachige Magazin seiner Art und wurde kostenlos an ca. 1500 Auslagestellen, unter anderem in Veranstaltungsstätten und im Einzelhandel, in ganz Deutschland vertrieben und war außerdem als zahlungspflichtiges Abonnement erhältlich.
Der gleichnamige Verlag agiert mit den Magazinen Festivalguide und Praise & Projektor sowie für weitere Medien als Herausgeber, ferner ist er Anteilhaber an dem Fußballmagazin 11 Freunde.

## Geschichte
Intro wurde 1991 von Herausgeber Matthias Hörstmann im niedersächsischen Melle-Dratum gegründet. Die Erstausgabe erschien noch im selben Jahr mit einer Auflage von rund 6.000 Exemplaren. 1995 folgte der Umzug nach Osnabrück, der mit den ersten Festanstellungen einherging, darunter Stephan Glietsch als neuer Chefredakteur. Ein Jahr später wurde mit intro.de ein Online-Ableger etabliert, der zu den ersten deutschsprachigen Musikmagazinen im Netz gehört. Mit dem Umzug nach Köln im Jahr 2000 verdoppelten sich Belegschaft und Bürofläche, die Auflage wuchs auf mehr als 100.000 Exemplare. Intro konnte in seiner langjährigen Geschichte viele profilierte Autoren für sich gewinnen, darunter Martin Büsser, Jens Friebe, Klaus Walter, Leo Fischer oder Ada Blitzkrieg. Das Magazin wurde zudem maßgeblich von den langjährigen Chefredakteuren Thomas Venker und Linus Volkmann geprägt. Auf der letzten Seite waren Comics von Katz & Goldt abgedruckt.

## Weitere Aktivitäten
Intro trat auch immer wieder als Konzert- und Festivalveranstalter auf. Im Jahr 2004 übernahm der Verlag das Melt-Festival, welches eng mit Intro assoziiert wurde. Später folgten mit Beteiligungen am Berlin Festival, splash! sowie dem Lollapalooza Berlin weitere Großveranstaltungen, die regelmäßig um eigene Konzertreihen wie Intro Intim, Superintim oder Introducing ergänzt wurden. 2008 verfasste die Intro-Redaktion ein 24-seitiges Booklet für die deutschsprachige Doppel-DVD des Spielfilms 24 Hour Party People als Special Edition, mit Hintergrundinformationen über den Musikmanager Tony Wilson und seine Plattenfirma Factory Records.

## Rezeption
Das Branchenmagazin Horizont schrieb 2013 über Intro: „Mittlerweile ist das Fanzine von früher weitaus mehr als das größte Gratis-Musikmagazin Deutschlands. Es ist das Herzstück der Hörstmann Unternehmensgruppe (HUG) und ein Musterbeispiel dafür, wie aus einer einzelnen Marke ein riesiges Popkultur-Netzwerk werden kann.“
Im Jahr 2008 wurde Intro.de mit dem Grimme Online Award in der Kategorie Kultur und Unterhaltung ausgezeichnet. Dazu hieß es unter anderem: „Die Website zum monatlich erscheinenden Musikmagazin Intro geht weit über die gedruckten Inhalte hinaus. Mit den umfassenden Newsfeatures, dem Newsticker und einem zusätzlichen Redaktionsblog ist der User ständig aktuell informiert.“